# Paul le Flem
Marie Paul Achille Auguste (Paul) le Flem (født 18. marts 1881 i Lézardrieux, død 31. juli 1984 i Trégastel) var en fransk komponist, kritiker og lærer.
le Flem komponerede i neoklassisk stil, han har komponeret fire symfonier, orkesterværker, og operaen Le Rossignol de St-Malo. 
Underviste ved Schola Cantorium. Han er inspireret af Vincent d´Indy. 

## Udvalgte værker
- Symfoni nr. 1 (1908) - for orkester
- Symfoni nr. 2 (1958) - for orkester
- Symfoni nr. 3 (1967) - for orkester
- Symfoni nr. 4 (1974) - for orkester
- "Stemmer fra havet" (1911) - for orkester
- "Koncertstykke" (1964) - for violin og orkester
- "Aucassin og Nicolette" (1909) - opera
- "Den forbandede" (1968) - opera
- "Sindsro" (1955) -  for ondes martenot og klaver
- "Sonate" (1905) - for violin og klaver